# جون بيرغر (متزحلق)
جون بيرغر (بالسويدية: John Berger)‏ هو متزحلق سويدي، ولد في 31 يوليو 1909 في Boden, Sweden ‏ في السويد، وتوفي في 12 يناير 2002 في ستوكهولم في السويد.

## وصلات خارجية
- جون بيرغر على موقع أوليمبيديا (الإنجليزية)
- جون بيرغر على موقع اللجنة الأولمبية السويدية (السويدية)